# Midoun
Midoun (em árabe: ميدون; romaniz.: Mīdūn) é a segunda maior localidade da ilha de Djerba, no sudeste da Tunísia. É igualmente a capital da delegação (espécie de distrito ou grande município) homónima, a qual faz parte, como toda a ilha, da província (gouvernorat) de Médenine. Em 2004 a delegação tinha 50 459 habitantes, dos quais 30 481 viviam no município-sede, cujo centro urbano tinha 14 137 habitantes.
Apesar do seu tamanho relativamente pequeno, mas enorme para o que era tradicinal na ilha, onde a habitação era muito dispersa e a maior parte das localidades mal chegavam a ser aldeias, Midoun pode considerar-se a capital turística de Djerba, pois a quase totalidade dos hotéis situa-se na chamada zona hoteleira, na praia de  Sidi Mahrez, a norte da cidade, onde em 2009 existiam mais de 400 000 camas de hotel.[carece de fontes?]